# Kriegerdenkmal Wüllmersen

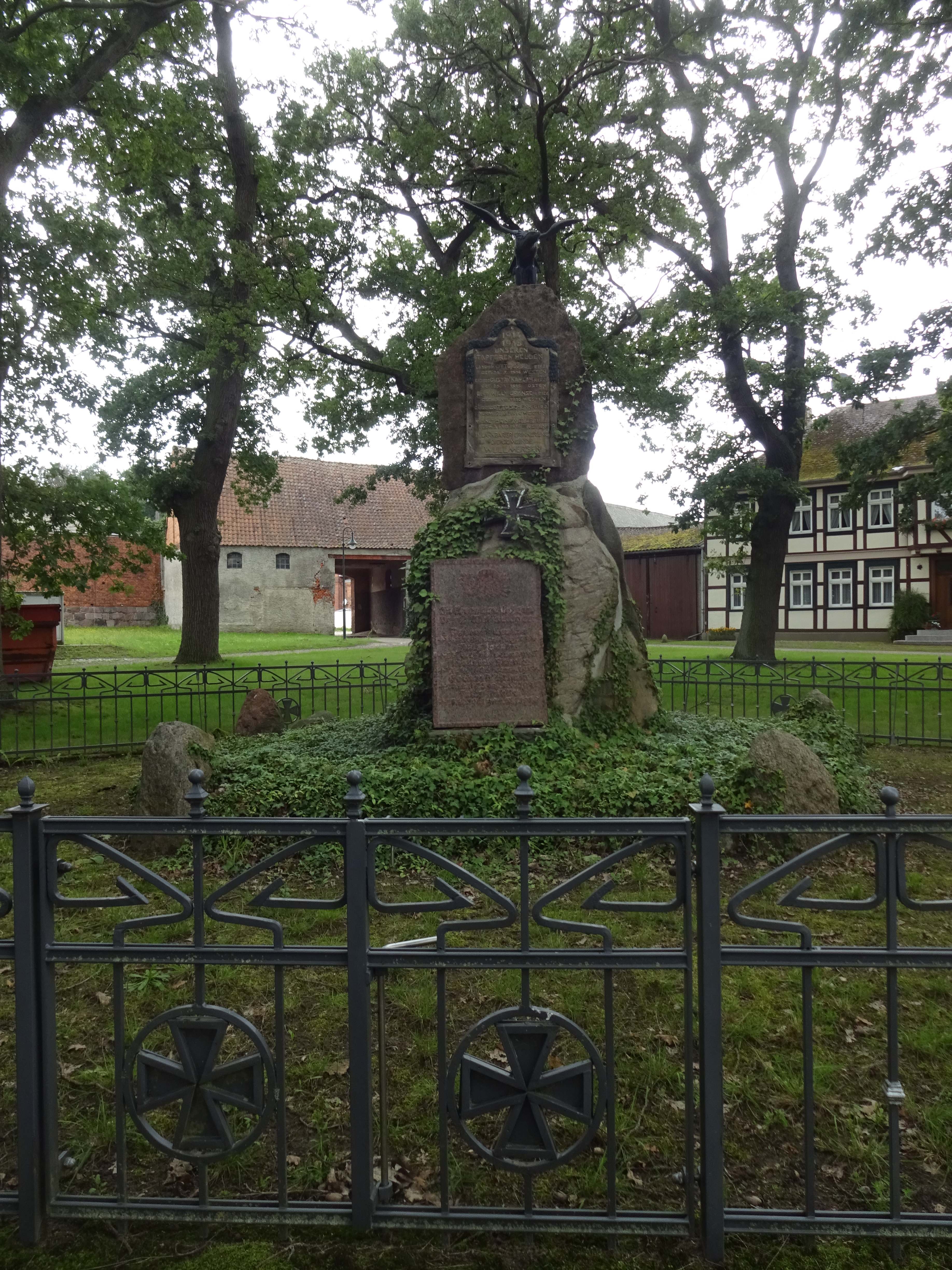
Kriegerdenkmal

Das Kriegerdenkmal Wüllmersen ist ein denkmalgeschütztes Kriegerdenkmal im Ortsteil Wüllmersen der Gemeinde Diesdorf in Sachsen-Anhalt. Im örtlichen Denkmalverzeichnis ist das Kriegerdenkmal unter der Erfassungsnummer 094 90383 als Baudenkmal verzeichnet.

## Allgemeines
Das Kriegerdenkmal Wüllmersen befindet sich auf dem örtlichen Friedhofsgelände, südlich der Dorfkirche Wüllmersen. Es besteht aus Monolithen und ist mit einem Metallzaun eingefriedet. Gekrönt wird das Denkmal von einem Adler mit ausgebreiteten Schwingen und ist mittig mit einem Eisernem Kreuz verziert. Im oberen Teil ist eine Gedenktafel für die gefallenen Soldaten des Ersten Weltkriegs und im unteren Teil eine für die gefallenen Soldaten des Zweiten Weltkriegs angebracht.
Im Kreisarchiv des Altmarkkreises Salzwedel ist die Ehrenliste der Gefallenen des Ersten Weltkriegs erhalten geblieben. Auf dem Friedhof befinden sich weitere Gedenksteine für die Gefallenen des Zweiten Weltkriegs. In der Dorfkirche sind keine Gedenktafeln vorhanden.

## Inschrift
Erster Weltkrieg
Zweiter Weltkrieg